# ژان-کلود بیلونگ
ژان-کلود بیلونگ (انگلیسی: Jean-Claude Billong؛ زادهٔ ۲۸ دسامبر ۱۹۹۳) بازیکن فوتبال اهل فرانسه است.
وی همچنین در تیم ملی فوتبال کامرون بازی کرده‌است.